# Celano
Celano là một đô thị thuộc tỉnh L'Aquila trong vùng Abruzzo Ý. Đô thị này có diện tích 91 km², dân số 10.979 người. Các làng trực thuộc: Borgo Quattordici, Borgo Ottomila. Các đô thị giáp ranh gồm: Aielli, Avezzano, Castelvecchio Subequo, Cerchio, Collarmele, Gagliano Aterno, Luco dei Marsi, Ovindoli, pescina, San Benedetto dei Marsi, Secinaro, Trasacco